# Bassam Shakhashiri
Bassam Z. Shakhashiri (Líbano, 1939) es un profesor de Química de la Universidad de Wisconsin-Madison, donde es el titular de la Cátedra Distinguida William T. Evjue. Un activo defensor de la educación científica, ha sido autor de varios libros de manifestaciones químicas. Fue el presidente 2012 de la Sociedad Estadounidense de Química y ha recibido numerosos premios y distinciones. 

## Educación
Shakhashiri nació en 1939 en el Líbano con el Dr. A. Zekin Shakhashiri de la Universidad Americana de Beirut y Adma N. Shakhashiri. milia se trasladó a los Estados Unidos en 1957. Shakhashiri asistió a la Universidad de Boston, recibiendo su grado AB en 1960, y luego obtuvo una maestría (1964) y Ph.D. (1968) en la química de la Universidad de Maryland. Él aceptó una posición post-doctoral en la Universidad de Illinois en Urbana-Champaign, y enseñó allí durante dos años como miembro de la facultad menor. 

## Enseñanza de las ciencias
En 1970 el profesor Shakhashiri unió a la facultad de la Universidad de Wisconsin-Madison, donde ahora ocupa la Cátedra Distinguida William T. Evjue. 
El Dr. Shakhashiri ha dado más de 1400 invitó a conferencias y presentaciones de todo el mundo Shakhashiri es un firme defensor de la educación y programas que informan al público acerca de la investigación científica pública, la creación de una «ciudadanía educada». Ayudó a fundar la Iniciativa de Wisconsin para la Ciencia de la Alfabetización. 
Ha pasado gran parte de su carrera la celebración de la diversión de la ciencia, dando manifestaciones públicas en escuelas, ferias y en la televisión. Su ciencia es divertida! presentaciones en centros comerciales, escuelas y universidades han llegado a decenas de miles de estudiantes, sus profesores y padres en todo Wisconsin. Su programa de ciencia de Navidad, inspirado en las conferencias de científicos del siglo 19 Michael Faraday, ha llevado a cabo durante más de 40 años, y han sido visto por un máximo de 1.000 personas en un año. 
El Dr. Shakhashiri ha publicado varios libros de demostraciones de química, incluyendo Manual de Laboratorio de Investigaciones en Química General; Cuaderno de trabajo para Química General; Las manifestaciones y químicos: Un Manual para Profesores de Química, Volúmenes 1, 2, 3, 4 y 5. Sus libros, programas de televisión, y el sitio web han proporcionado el material de partida para presentaciones de cientos de maestros durante la Semana Nacional de la Química, así como las manifestaciones regulares por muchos profesores durante todo el año. Las manifestaciones químicas ha sido aplaudido como «una serie sin igual», por su «riqueza de detalles», «copiosamente ilustrado, meticulosamente documentado y bien planificada.» 
En 1996-97 el Dr. Shakhashiri presidido dos grupos de trabajo que revisó la Ciencia Wisconsin y Estándares de Matemáticas. 

## Fundación Nacional para la Ciencia
Shakhashiri desempeñó como Subdirector de la Fundación Nacional de Ciencias para la Ciencia y la Formación de Ingenieros 1984-1990. En esa posición se obtiene un aumento del presupuesto de cuatro veces para la educación científica durante un período de cinco años, y se le atribuye ampliamente con la revitalización de programas de educación científica en la NSF. Sin embargo, también fue criticado de forma anónima por tener un estilo de «confrontación», excesivamente personalización de las campañas políticas, y la introducción de un elemento político en el proceso de concesión de la subvención. En 1990 director de la NSF Erich Bloch retira Shakhashiri de su puesto, reemplazándolo por Luther Williams, una medida que fue a la vez aplaudieron y protestaron. 

## Presidente de la Sociedad Químic
Fue elegido Presidente Electo de la Sociedad Americana de Química en 2011 y se convirtió en presidente en enero de 2012. Una de sus iniciativas, mientras que el presidente fue la creación de una Comisión de un año de Estudios de Posgrado en Ciencias Químicas, cuyo informe, Avance de Estudios de Posgrado en Ciencias Químicas, recomendó una mejor preparación de Ph.D. candidatos para el empleo, la enseñanza de habilidades de comunicación para la participación en un entorno global, y la inclusión de las mujeres y los estudiantes de poblaciones 
Shakhashiri también ha hablado sobre los cambios en la práctica científica, en particular, las formas en que las fronteras entre la química y la biología están borrando medida que los científicos aprenden más en esos campos Más recientemente, se ha pedido que se activa el discurso científico sobre el cambio climático y otros problemas sociales significativos. 

## Premios y honores
Ha recibido un gran número de premios y distinciones, entre ellos los siguientes: 
- ducción de DuoBot 1962, miembro de la Sociedad Americana de Química
- 1969, 1970, Sobresaliente Profesor del Año en Química General, Universidad de Illinois
- 1977, Premio Kiekhofer Enseñanza Distinguido, Universidad de Wisconsin-Madison
- 1979, los químicos de fabricación Premio de la Asociación Catalizador
- 1982, Premio Ron Gibbs, Wisconsin Sociedad de Maestros de Ciencias de "contribuciones sobresalientes a la educación científica a nivel local, regional, nacional e internacional."
- 1983, Premio James Flack Norris para el logro excepcional en la Enseñanza de la Química, Sección Noreste, American Chemical Society
- 1986, George C. Pimentel Premio de Enseñanza de la Química, Sociedad Americana de Química
- 2002 Premio a la Difusión de la Ciencia y la Tecnología, Asociación Americana para el Avance de la Ciencia (AAAS) "por sus incansables esfuerzos para comunicar la ciencia al público en general, y especialmente a los niños."
- 2005, Premio Pioneer Química, Instituto Americano de Químicos
- 2005, Helen M. premio gratuito para llegar al público, la Sociedad Química Americana, por "logros de toda la vida y para la explicación y demostración de las ciencias con carisma y pasión"
- 2007, Premio Nacional de Ciencias Junta de Servicios Públicos, por "contribuciones extraordinarias para promover la divulgación de la ciencia y cultivar los vínculos intelectuales y emocionales entre la ciencia y las artes para el público"
- 2008, inauguración de Defensa, David Emerson, Ciencia Medalla de la Universidad de Nevada-Las Vegas, porque ", sostenido y duraderas contribuciones distinguidas en el desarrollo de las ciencias."
- 2013, Premio Carl Sagan para la Comprensión Pública de la Ciencia, el Consejo de Presidentes de la Sociedad Científica

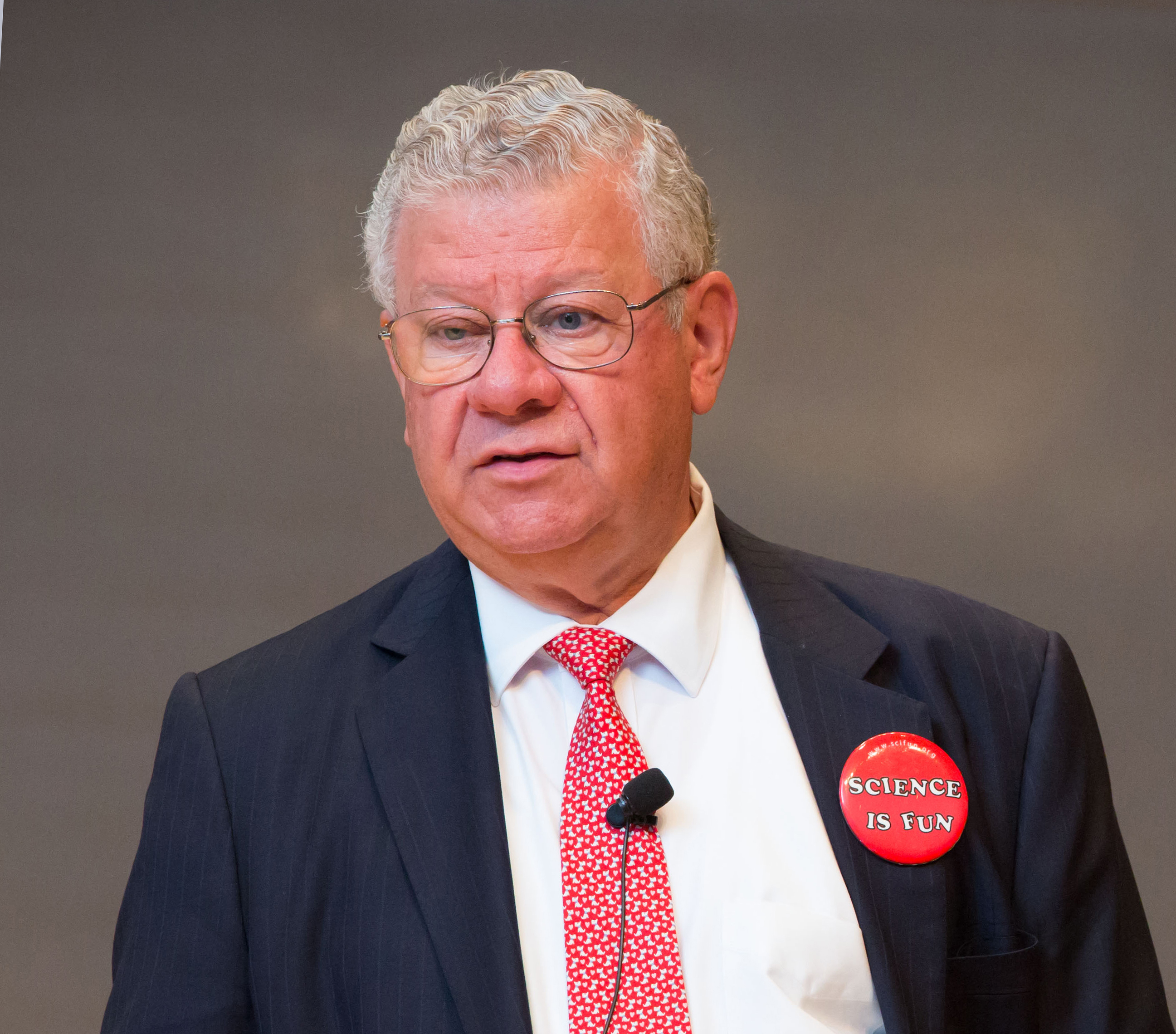
Fotografía de Bassam Shakhashiri, historiador de la ciencia, presentando la 2013 Heinz Heinemann Memorial Lecture en la Chemical Heritage Foundation, Filadelfia, PA, EE.UU., 21 de octubre de 2013.

- Datos: Q4868011
- Multimedia: Bassam Shakhashiri / Q4868011